# Julio González (meksykański piłkarz)
Julio José González Vela Alvizu (ur. 23 kwietnia 1991 w Acapulco) – meksykański piłkarz pochodzenia hiszpańskiego występujący na pozycji bramkarza, reprezentant Meksyku, od 2025 roku zawodnik Puebli.

## Kariera klubowa
González jest wychowankiem klubu Santos Laguna z siedzibą Torreón, do której seniorskiej drużyny został włączony jako dziewiętnastolatek przez szkoleniowca Rubéna Omara Romano. Początkowo pełnił rolę trzeciego golkipera – za kapitanem zespołu Oswaldo Sánchezem oraz Miguelem Becerrą – lecz mimo zerowej liczby występów osiągnął z Santosem Laguna kilka poważnych osiągnięć. W jesiennym sezonie Apertura 2010 wywalczył wicemistrzostwo Meksyku, sukces ten powtarzając także rok później; w sezonie Apertura 2011. Podczas wiosennych rozgrywek Clausura 2012 osiągnął natomiast z ekipą prowadzoną przez Benjamína Galindo tytuł mistrza Meksyku. W tym samym roku dotarł również do finału najbardziej prestiżowych rozgrywek kontynentu – Ligi Mistrzów CONCACAF, po czym w 2013 roku po raz drugi z rzędu dotarł do finału północnoamerykańskiej Ligi Mistrzów.
Na pozycję drugiego bramkarza González awansował bezpośrednio po ostatnim z wymienionych sukcesów, po odejściu z drużyny Becerry. W ekipie Santosu Laguna pierwszy mecz rozegrał w sierpniu 2013 z drugoligowym Zacatepec (3:3) w ramach krajowego pucharu, zaś w Liga MX zadebiutował 10 maja 2014 w wygranym 4:2 spotkaniu z Pachucą, zastępując między słupkami ukaranego czerwoną kartką Oswaldo Sáncheza. W sezonie Apertura 2014 triumfował z Santosem Laguna w pucharze Meksyku, zaś podczas rozgrywek Clausura 2015 wywalczył drugie w swojej karierze mistrzostwo Meksyku – rozegrał wówczas jeden mecz, przez cały sezon będąc rezerwowym dla Agustína Marchesína. Jeszcze w tym samym roku skompletował z ekipą Pedro Caixinhi potrójną koronę, wygrywając superpuchar kraju – Campeón de Campeones.

## Kariera reprezentacyjna
W lipcu 2011 González został powołany przez Juana Carlosa Cháveza do reprezentacji Meksyku U-20 na Mistrzostwa Świata U-20 w Kolumbii. Podczas tego turnieju pozostawał jednak trzecim bramkarzem swojej kadry, przegrywając rywalizację o miejsce w składzie z José Antonio Rodríguezem i Carlosem Lópezem i ani razu nie pojawił się na boisku. Meksykanie odpadli natomiast z rozgrywek dopiero w półfinale, przegrywając w nim z późniejszym triumfatorem – Brazylią (0:2), a ostatecznie zajęli trzecie miejsce na młodzieżowym mundialu.

## Statystyki kariery
| Santos Laguna | 2013–2014 | Meksyk | Liga MX | 3 | 0 | 5  | 0 | CL | 1 | 0 | 9  | 0 |
| Santos Laguna | 2014–2015 | Meksyk | Liga MX | 2 | 0 | 11 | 0 | —  | — | — | 13 | 0 |
| Santos Laguna | 2015–2016 | Meksyk | Liga MX | 4 | 0 | —  | — | —  | — | — | 4  | 0 |
| Santos Laguna | 2016–2017 | Meksyk | Liga MX | 0 | 0 | —  | — | —  | — | — | 0  | 0 |
| Ogółem        | Ogółem    | Ogółem | Ogółem  | 9 | 0 | 16 | 0 | CL | 1 | 0 | 27 | 0 |

- CL – Copa Libertadores